# Brividi
Brividi је песма коју интерпретирају Мамуд и Бланко. Објављена је као сингл по лиценци Island Records и Universal Music 2. фебруара 2022, а Мамуд и Бланко наступили су с њом на 72. издању Фестивала у Санрему на ком се истовремено бирао и потенцијални италијански представник на Песми Евровизије. Након победе Мамуд и Бланко су потврдили да ће бранити боје Италије на Евровизији.

## Музички спот
Видео спот за песму режирао је Атилио Кузани, а снимљен је у Амстердаму и објављен уједно са премијером сингла на Мамудовом YouTube каналу.

## Стихови
Песма говори о говори о слободи изражавања љубави без страха од сопствених грешака или недостатака. У рефрену се понавља стих mi vengono i brividi (срп. подилазе ме жмарци) по коме је песма добила назив.